# Weezer (The Green Album)
Treść tego artykułu może nie być zgodna z zasadami neutralnego punktu widzenia.
 Po wyeliminowaniu niedoskonałości należy usunąć szablon [[Szablon:Dopracować|]] z tego artykułu.
Weezer, znany też jako The Green Album – trzeci studyjny album zespołu Weezer, wydany po pięcioletniej przerwie. Jest to pierwszy album bez basisty Matta Sharpa i jedyny z jego następcą, Mikey Welshem. Album charakteryzuje brak emocjonalności, przesadnie proste teksty oraz to, że wszystkie piosenki oparte są na tym samym schemacie kompozycyjnym. Jest to jedno z najpopularniejszych wydawnictw zespołu zaraz za debiutem. Pochodzą z niego dwa hity „Island in the Sun” i „Hash Pipe”. Jego przesadna prostota zraziła trochę fanów albumów zespołu z lat 90., którzy po tak długiej przerwie oczekiwali czegoś bardziej odważnego.

## Lista utworów
Wszystkie utwory napisane przez Riversa Cuomo.
| Nr  | Tytuł                 | Długość |
| --- | --------------------- | ------- |
| 1.  | "Don't Let Go"        | 2:59    |
| 2.  | "Photograph"          | 2:19    |
| 3.  | "Hash Pipe"           | 3:06    |
| 4.  | "Island in the Sun"   | 3:20    |
| 5.  | "Crab"                | 2:34    |
| 6.  | "Knock-Down Drag-Out" | 2:08    |
| 7.  | "Smile"               | 2:38    |
| 8.  | "Simple Pages"        | 2:56    |
| 9.  | "Glorious Day"        | 2:40    |
| 10. | "O Girlfriend"        | 3:49    |

## Personel
- Rivers Cuomo: śpiew, gitary, klawisze
- Brian Bell: chórki, gitary
- Mikey Welsh: gitara basowa, chórki
- Patrick Wilson: perkusja, chórki
- Ric Ocasek: produkcja

## Inne utwory nagrane podczas sesji do albumu
- "Always" - wydany jako strona B singla "Island in the Sun"
- "Break Up"
- "Brightening Day" - wydany jako strona B singla "Island in the Sun"
- "Christmas Celebration" - wydany jako strona B singla "Photograph" oraz na EP-ce "Christmas CD"
- "The Christmas Song"- wydany na płycie komplikacyjnej "The Real Slim Santa" oraz na EP-ce "Christmas CD"
- "Cryin' and Lonely"
- "Homely" - później przerobiony i wydany jako utwór "Lonely Girl" na albumie "Everything Will Be Alright in the End"
- "I Do" - wydany w niektórych krajach jako utwór dodatkowy oraz jako strona B singla "Hash Pipe"
- "No More Disappointments"
- "Oh Lisa" - wydany jako strona B singla "Island in the Sun"
- "Starlight" - wydana jako strona B różnych międzynarodowych wydań singli "Hash Pipe" i "Island in the Sun"
- "Sugar Booger" - wydana jako strona B brytyjskiego singla "Island in the Sun"
- "Teenage Victory Song" - wydana jako strona B singli "Hash Pipe" i "Island in the Sun"